# Michael Rosbash
Michael Rosbash est un généticien et chronobiologiste américain né le 7 mars 1944 à Kansas City. 
Il est professeur à l'université Brandeis et chercheur à l'Institut médical Howard Hughes. Il a été élu à l'Académie des sciences en 2003[réf. souhaitée]. Ses travaux dans le domaine de la chronobiologie lui valent le prix Nobel de médecine en 2017, qu'il partage avec Jeffrey C. Hall et Michael W. Young.

## Biographie
Michael Rosbash est né à Kansas City, dans le Missouri. Ses parents, Hilde et Alfred Rosbash, étaient des réfugiés juifs qui avaient quitté l'Allemagne nazie en 1938. Son père était un chantre qui, dans le judaïsme, est une personne qui dirige la congrégation dans la prière. La famille de Rosbash s’est installée à Boston à l’âge de deux ans. Depuis, il est un fervent fan des Red Sox.
Au départ, Rosbash s’intéressait aux mathématiques, mais un cours de premier cycle en biologie à l’Institut de technologie de Californie (Caltech) et un été de travail dans le laboratoire de Norman Davidson l’orientèrent vers la recherche biologique. Diplômé en chimie de Caltech en 1965, Rosbash obtient la bourse franco-américaine Fullbright et passe une année à l'Institut de Biologie Physico-Chimique de Paris, puis obtient un doctorat en biophysique du Massachusetts Institute of Technology sous la direction de Sheldon Penman, en 1970. Après trois années de stage postdoctoral en génétique à l’Université d’Édimbourg, Rosbash a rejoint la faculté de l’Université Brandeis en 1974.
Rosbash est marié à sa collègue scientifique Nadja Abovich. Il a une belle-fille, Paula, et une fille, Tanya.